# René Schöfisch
René Schöfisch (n. 3 februarie 1962, Berlin, RDG) este un patinator de viteză ce a reprezentat Germania, medaliat olimpic. A participat la o ediție a Jocurilor Olimpice (1984) în care a câștigat două medalii de bronz.